# Rhinagrion borneense
Rhinagrion borneense är en trollsländeart som först beskrevs av Selys 1886.  Rhinagrion borneense ingår i släktet Rhinagrion och familjen Megapodagrionidae. Inga underarter finns listade i Catalogue of Life.